# Олимпийский комитет Государства Палестина
Палестинский олимпийский комитет (араб. اللجنة الاولمبية الفلسطينية‎) — организация, представляющая Палестинскую национальную администрацию (ПНА) в международном олимпийском движении.

## История
Национальный олимпийский комитет подмандатной Палестины был основан в 1931—1933 гг.  как «Олимпийский комитет Эрец-Исраэль» и зарегистрирован в МОК в 1934 году. 
В последующие годы команды «Эрец Исраэль» приняли участие в азиатских играх в Нью-Дели и в женских играх в Лондоне. В 1936 году команда «Эрец Исраэль» была приглашена участвовать в Берлинской олимпиаде, но отказалась от участия в ней из-за событий в нацистской Германии.
Национальный Олимпийский комитет ПНА был признан международным Олимпийским комитетом в 1995 году.
Штаб-квартира расположена в Газе. Является членом Международного олимпийского комитета, Олимпийского совета Азии и других международных спортивных организаций.